# Pelles C
Pelles C — небольшая бесплатная интегрированная среда разработки и компилятор для разработки программ на языке C, работающая в операционных системах Windows и поддерживаемая Пелле Ориниусом (Pelle Orinius). Основные возможности:
- Создание 32/64-битных программ для Windows;
- Встроенный редактор исходных текстов с авто-подсказкой вызовов Win32 API, и автоматическим контролем отступов;
- Встроенный редактор диалоговых окон (даже с поддержкой собственных элементов);
- Встроенные редакторы: ресурсов, растровых изображений, иконок и курсоров;
- Встроенные инструменты разработчика: отладчик, hex-редактор, Профайлер;
- Управление проектами (поддерживается импорт проектов из MS Visual Studio до версии 2013 включительно);
- Полностью настраиваемое горячие клавиши и подсветка синтаксиса;
- Компилятор С поддерживает стандарты ISO C99, ISO C11, C17 и OpenMP 3.1;
- MASM-совместимый ассемблер (POASM) с поддержкой синтаксиса Intel и компоновщик (POLINK);
- Поддержка наборов инструкций: SSE2, AVX, and AVX2;
- Очень небольшой размер (установщик 8.0 (32/64) - 12 Мб).

Компилятор создан на основе модифицированной версии LCC. Начиная с версии 5.00, Pelles C поддерживает 64-bit.
Начиная с версии 8.0 прекращена поддержка Windows Mobile и ARM.